# 下町 (映画)
『下町』（したまち）は、1957年に公開された千葉泰樹監督の日本映画。副題は「ダウンタウン (Down Town)」。

## 概要
林芙美子の同名小説の映画化で、戦後の混乱した世相の中で下層階級に生きる男女のささやかな愛情を描いている。
主演に山田五十鈴と三船敏郎が、助演に田中春男、村田知英子、淡路恵子、多々良純などが出演している。
本作の演技により三船敏郎は1957年度第12回毎日映画コンクールで男優主演賞を、淡路恵子は第8回ブルーリボン賞で助演女優賞を受賞した。

## あらすじ
戦後4年が経過した春先、矢沢りよ（山田五十鈴）は下町の工場街路で茶の行商をしていた。りよの夫はシベリアから未だ戻らず、りよは夫の帰りを幼い子供の留吉（亀谷雅敬）と共に待っていた。
とある鉄材置き場の番小屋にいる男、鶴石芳雄（三船敏郎）は親切で、りよを火にあたらせ、りよの売る茶まで買ってくれた。その鶴石はシベリアからの復員兵で、りよは鶴石と身の上話をしながら共に弁当を食べた。
りよは幼馴染の娘、きく（村田知英子）の家の二階を借りて住んでいる。そのきくは裏商売をしている女、中村玉枝（淡路恵子）にも部屋を貸し、客商売をして玉枝の上前をはねていた。きくはりよにもそういう商売をしてみてはどうかと持ちかけてくるのだった。
翌日、りよは留吉を連れて行商に出、そして三人分のおかずを買って鶴石の小屋を訪ね、留吉は鶴石によく懐き、楽しく三人で昼食を食べた。その晩、きくは玉枝と共に売春の疑いで警察へ呼ばれた。
鶴石の休日、りよは留吉を連れて浅草へ遊びに行き、その帰途になって激しい雨に降られ、三人は小さな旅館で休んでいた。夜半になり、鶴石はりよの体を求め、りよもシベリア抑留中の夫を思い一度は思いとどまったものの、結局はりよの方から鶴石を求めた。そして翌朝になり、鶴石はりよと結婚することを固く誓った。
夫の死に目に会えず、一人で骨壷を抱いて故郷へ発つ玉枝を見送った翌日、りよ親子は鶴石の小屋を訪ねた。そこには見知らぬ男たちが集っていて、小屋の中を片付けていた。男たちはりよに鶴石の死を告げ、前日に鉄材を積んだトラックもろとも河に落ちたと聞かされた。その鶴石の小屋の中の黒板には、鶴石の字で「りよどの二時まで待った」と書いてあった。
小屋を出たりよは吹き出す涙をそのままに、留吉を連れ、川風に吹かれながら、土手をとぼとぼと歩いて行った。

## スタッフ
- 原作 - 林芙美子[1]
- 監督 - 千葉泰樹[9]
- 製作 - 藤本真澄[9]
- 脚本 - 笠原良三[9]、吉田精弥[9]
- 撮影 - 西垣六郎[9]
- 編集 - 大井英史[9]
- 音楽 - 伊福部昭[9]
- 録音 - 小沼渡[9]
- 照明 - 金子光男[9]
- 美術 - 中古智[9]

## キャスト
- 山田五十鈴 - 矢沢りよ[4]
- 亀谷雅敬 - 矢沢留吉[4]
- 三船敏郎 - 鶴石芳雄[4]
- 田中春男 - 善助[4]
- 村田知英子 - 善助の妻きく[4]
- 多々良純 - 大西[4]
- 淡路恵子 - 中村玉枝[4]
- 馬野都留子 - 隣りのお内儀[4]
- 沢村いき雄 - 田中運転手[4]
- 鈴川二郎 - 自転車の男[4]
- 中野トシ子 - 揚げ物屋のお内儀[4]
- 土屋詩朗 - 玉枝の客[4]
- 広瀬正一 - 人夫A[4]
- 佐田豊 - 人夫B[4]
- 五十嵐和子 - 宿の女中[4]
- 中山豊 - 電報配達夫[4]
- 岩本弘司 - トラックの助手[4]

## 受賞歴
- 1957年 第12回毎日映画コンクール[5]
  - 俳優部門 男優主演賞 三船敏郎『蜘蛛巣城』『下町』『どん底』
- 1957年度 第8回ブルーリボン賞[6]
  - 助演女優賞 淡路恵子『太夫さんより 女体は哀しく』『下町』